# Paquito Sánchez
José Francisco Sánchez González, más conocido como Paquito (Madrid, España, 4 de enero de 1964), es un exfutbolista español. Paquito jugaba en la posición de delantero centro, tuvo sus mejores años en el Club Deportivo Málaga, siendo clave en el ascenso a primera división del equipo costasoleño en la temporada 87/88 y jugando las 2 siguientes temporadas en primera división en este equipo, siendo su máximo goleador en ese periodo de tiempo.

## Clubes
| Club               | País   | Año       |
| ------------------ | ------ | --------- |
| Atlético Madrileño | España | 1983-1984 |
| Granada CF         | España | 1984-1986 |
| CD Málaga          | España | 1986-1991 |
| CP Mérida          | España | 1991-1994 |
| Getafe CF          | España | 1994-1995 |
| Granada CF         | España | 1995-1996 |
| Vélez CF           | España | 1996-1997 |